# Johan Gabriel Oxenstierna
Johan Gabriel Oxenstierna (født 19. juli 1750 på Skenæs i Södermanland, død 29. juli 1818 i Stockholm) var en svensk greve og digter, sønnesøns søn af Bengt Gabrielsson Oxenstierna.
Oxenstierna fik ved sin morbroder, digteren Gustaf Fredrik Gyllenborgs omsorg, en særdeles omhyggelig opdragelse, under hvilken hans lærer, digteren og kritikeren Olof Bergklint, udøvede en stor og gunstig indflydelse på hans udvikling. Efter nogle års tjeneste i kancelliet og som kommissionssekretær i Wien udnævntes han 1774 til anden sekretær i præsidentkontoret og kammerherre hos kongen. Den sidste stilling knyttede ham til hoffet, hvor han snart blev i høj grad skattet for sin indtagende omgangstone og sin poetiske begavelse, af hvilken kongen gjorde flittig anvendelse. Skønt blid og godhjertet af natur lod han ret ofte sin åndrige satire have frit spillerum.
Med kongens venskab fulgte hurtige forfremmelser; 1783 blev Oxenstierna overkammerjunker, 1785 ekstraordinært medlem af Kancellikollegiet, 1786 rigsråd, hvormed fulgte det hverv at forestå det ledige kancellipræsidentembede, om end den egentlige ledelse af de udenrigske anliggender lå i kongens hænder. Ved rådkammerets opløsning efter rigsdagen 1789 blev Oxenstierna afskediget fra rigsrådsemhedet og udnævntes til overhofmarskal hos dronningen. I 1792 blev Oxenstierna rigsmarskal, hvilken værdighed han frasagde sig 1801. Ved det svenske Akademis indstiftelse 1786 udnævntes han til et af dets første medlemmer.
Som digter vil Oxenstiernas navn leve længe; megen pris har særlig hans digte Skördarne og Dagens Stunder høstet. Som en fortræffelig oversætter har han vist sig ved at overføre på svensk Miltons Det tabte Paradis og mere end halvdelen af Tassos Gerusalemme liberata. Oxenstierna redigerede kong Gustaf III’s skrifter, som udkom 1803—12, samt udgav sine egne arbejder (Samlade skrifter, 1.—4. del 1805—15, 5. del udgavs 1826 fra anden hånd; ny udgave i 3 bind 1836—42). Blandt monografier må nævnes C.D. af Wirsén, Minne af riksmarskalken, grefve J. G. Oxenstierna i "Svenska akademiens handlingar" (6. del, 1885) og Martin Lamm, J. G. Oxenstierna. En gustaviansk natursvärmares lif och dikt (1911).